# Henriette d'Oultremont
Titre
Comtesse de Nassau
Henriette Adrienne Louise Fleur d'Oultremont de Wégimont et de Warfusée, est une Belge née à Maastricht le 28 février 1792 et morte au château Rahe (Aix-la-Chapelle) le 26 octobre 1864, fut la maîtresse puis la seconde épouse du roi Guillaume Ier des Pays-Bas, qui abdiqua pour pouvoir l'épouser.

## Biographie

Armes de la famille d'Oultremont.

Issue d'une famille de la noblesse liégeoise, Henriette d'Oultremont est la fille du comte Ferdinand d'Oultremont (fils de Jean d'Oultremont), colonel des gardes de Dragons au service des États généraux, et de Johanna Susanna Hartsinck (fille de l'amiral hollandais Andries Hartsinck). Elle est la cousine germaine d'Émile d'Oultremont. Elle devient orpheline de père à l'âge de 7 ans. Sa famille vit alors entre Bruxelles et le Hainaut. Henriette suit ses études à Paris.
Elle serait devenue la maîtresse de Guillaume de Nassau, prince d'Orange, fils du dernier stathouder des Provinces-Unies, vers 1820. Le prince Guillaume, chassé de son pays avec sa famille par les armées de la Révolution française, avait 20 ans de plus que sa maîtresse et était marié à Wilhelmine de Prusse dont il avait plusieurs enfants.

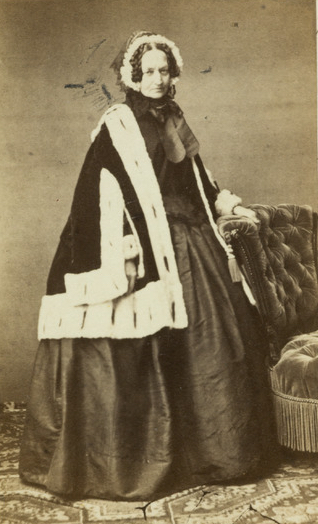
Henriette d'Oultremont, comtesse de Nassau en 1862.

La chute du Premier Empire français amena la restauration des anciennes dynasties. Le Congrès de Vienne créa de toutes pièces le Royaume des Pays-Bas qui comprenait le territoire de l'ex république des Provinces-Unies, des ex-Pays-Bas autrichiens, de l'ex-Principauté de Liège et du duché (promu grand-duché) de Luxembourg. Ce nouveau pays, État tampon entre la nouvelle Confédération germanique et la France, fut confié à Guillaume, fils aîné du défunt stathouder Guillaume V d'Orange-Nassau au service des Provinces-Unies et beau-frère du roi Frédéric-Guillaume III de Prusse. Pour consolider ses acquis, Guillaume maria dès 1816 son fils aîné à la sœur du tsar Anna Pavlovna de Russie.
En 1817, Henriette devient fille d'honneur de la reine Wilhelmine.
À la suite de la révolution belge de 1830, les Belges, soutenus par le Royaume-Uni et la France de Louis-Philippe, obtinrent leur indépendance. La famille d'Oultremont joua un rôle certain dans cette émancipation de la couronne néerlandaise. Cette évolution, si elle rendit le roi des Pays-Bas impopulaire, n'entama pas les sentiments que se vouaient le monarque néerlandais protestant sexagénaire et sa maîtresse belge catholique devenue une femme d'âge mûr.
La reine Wilhelmine s'éteignit en 1837 et dès lors le roi songea à épouser la femme de sa vie. Conscient du scandale, il préféra abdiquer en 1840 et prit le titre de comte de Nassau.

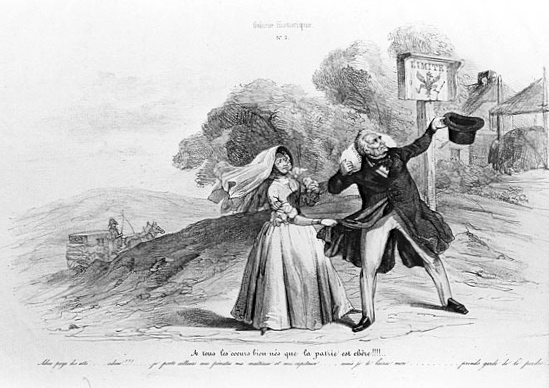
L'exil de Guillaume et Henriette en Prusse.

Le couple s'exila en Prusse et s'installa dans un palais (de) à Berlin. L'année suivante, le 17 février 1841, Guillaume épousa sa maîtresse qui avait préféré l'état instable de maîtresse cachée plutôt que se marier et renoncer à lui.
Guillaume mourut dès 1843. Henriette s'installa alors dans son château de Rahe, où elle mourut 21 ans après son époux. Elle fut enterrée dans le caveau familial du château de Wégimont.

## Source
- (nl) Cet article est partiellement ou en totalité issu de l’article de Wikipédia en néerlandais intitulé « Henriëtte d'Oultremont de Wégimont » (voir la liste des auteurs).
- Coppens, T., Sophie van Weimar. Een prinses van Oranje in Duitsland, Meulenhoff 2011
- Jansen, H.P.H., Nassau en Oranje in de Nederlandse geschiedenis, A.W. Sijthoff, Alphen aan den Rijn 1979
- Keunen, L., De verbintenis van de heren van Deurne met het huis “Van Oranje-Nassau”
- Leeuwen-Canneman, Mieke van, Oultremont de Wégimont, Henriette Adriana Louise Flora d', in: Digitaal Vrouwenlexicon van Nederland
- Roppe, L., Een omstreden huwelijk. Koning Willem Frederik, graaf van Nassau, en de gravin van Nassau, geboren Henriette d'Oultremont de Wégimont, Kasterlee 1962.